# Adler (Russia)
Adler (in russo Адлер?; in abcaso: Лиашə - Liaša) è una cittadina russa di 69 120 abitanti a capo di un distretto facente parte della municipalità di Soči, nel kraj di Krasnodar.

## Storia
L'insediamento fu fondato dai russi il 18 giugno 1837 come fortezza dello Svjatovij Duh (Spirito Santo). L'area era già abitata in epoca medievale con il nome Liesh, e divenne una colonia genovese chiamata Layso tra il Duecento e il Quattrocento. Deve il suo nome attuale ai turchi ottomani, che la ribattezzarono Artlar o Artı dopo avere distrutto la genovese Layso e quindi non deriva dal tedesco adler (aquila).

## Geografia fisica
Adler sorge sulle coste del Mar Nero all'estremità meridionale del territorio (Kraj) di appartenenza, a 28 km da Soči, e alle pendici del monte Čuguš (3.238 m). Dalla frontiera con l'Abcasia (Georgia) dista circa 6 km, frontiera chiusa per via della guerra abcaso-georgiana. Il più vicino centro abcaso è quello di Gantiadi, sulla frontiera. Successivamente, a meno di 100 km, si trovano la cittadina di Novij Afon (famosa per le grotte) e poi Suhumi, la capitale abcasa. La distanza che separa Adler da Krasnodar è di circa 200 km e le frazioni di Soči più vicine sono Hosta e Krasnaja Poljana.

## Economia

### Turismo e sport
L'espansione urbanistica e demografica, a partire dalla seconda metà del XX secolo, è dovuta alla sua posizione sul Mar Nero, che ne fanno una località turistica e balneare russa molto ricettiva e la rendono uno dei centri russi non sede municipale più famosi in patria e non solo. Nel corso dei XXII Giochi olimpici invernali, Adler ha ospitato il locale villaggio olimpico. Dal 2014 è sede del Gran Premio di Russia, disputato sul circuito cittadino ricavato attorno alle strutture usate per le Olimpiadi.

## Infrastrutture e trasporti
La cittadina, sede dell'aeroporto di Soči (ICAO: URSS - IATA: AER), conta una stazione ferroviaria sulla linea che collega Rostov e Krasnodar con Tbilisi e Baku, linea interrotta per le cause belliche già accennate proprio in questa stazione. Collegata con numerosi treni a lunga percorrenza, da Mosca come dall'Ucraina, conta anche un treno espresso proveniente da Berlino, chiamato "Sibirjak".
La città verrà altresì interessata dalla Metropolitana di Soči, in fase di costruzione in vista dei XXII Giochi olimpici invernali, che qui conterà 5 stazioni sulle 3 linee previste: Vokzal RŽD (stazione), Aerovokzal (aeroporto), Rynok, Golubye Daly e Olimpijskaja Derevnja (villaggio olimpico).

## Galleria d'immagini

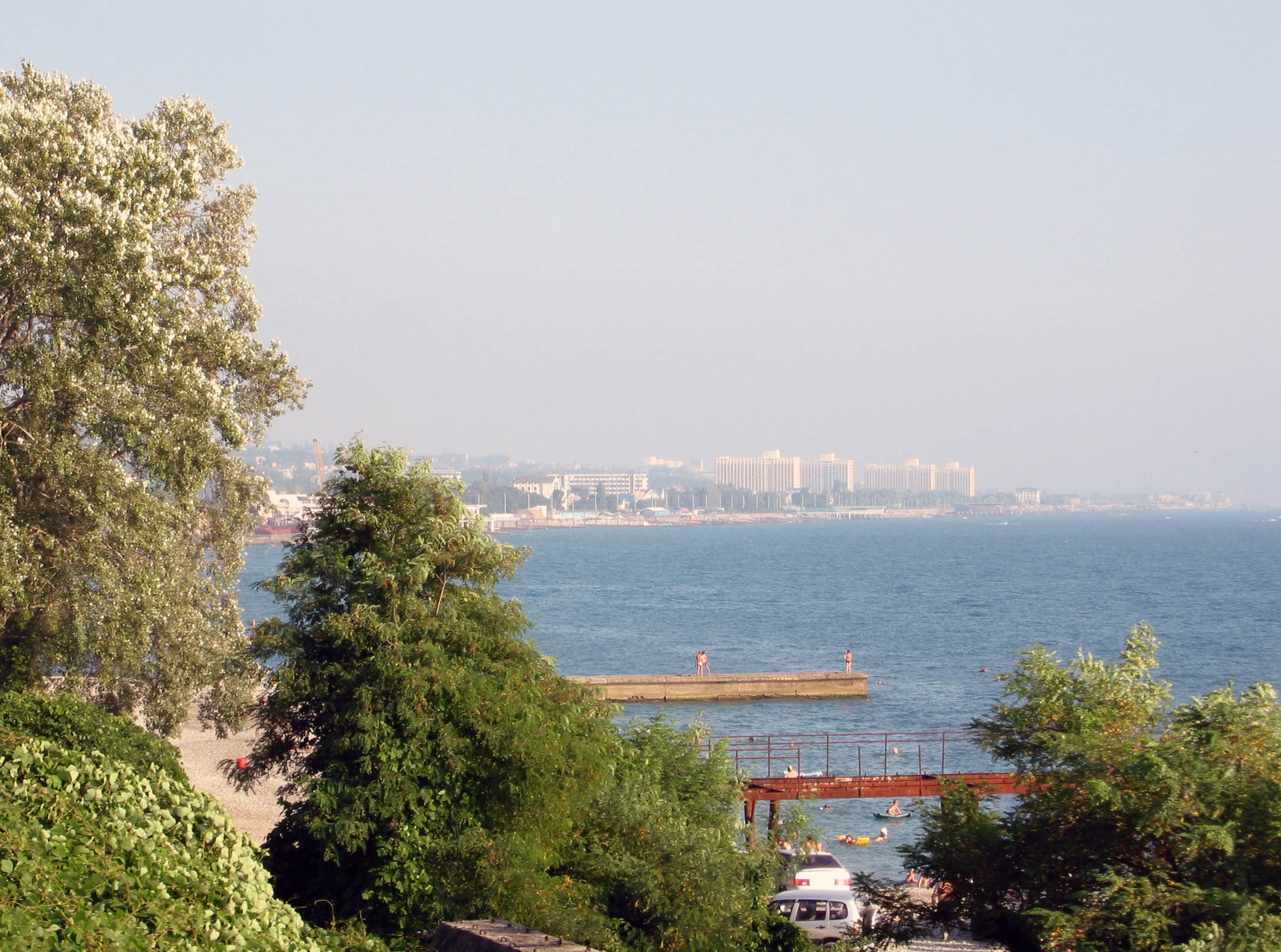
Panorama
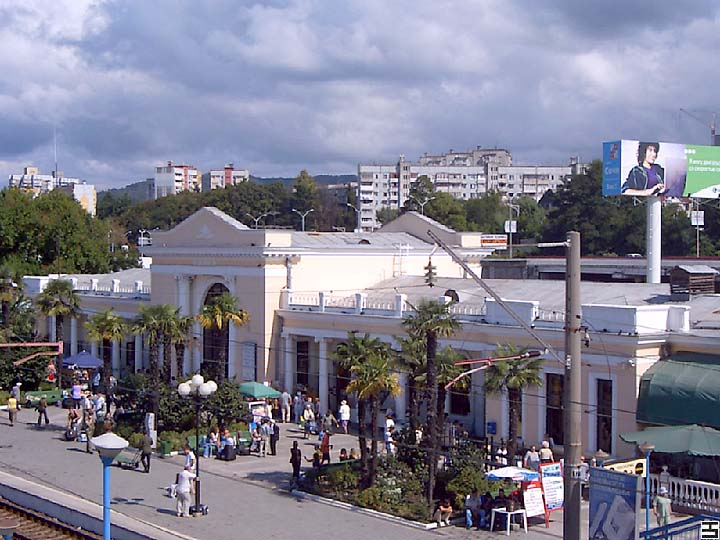
Stazione ferroviaria
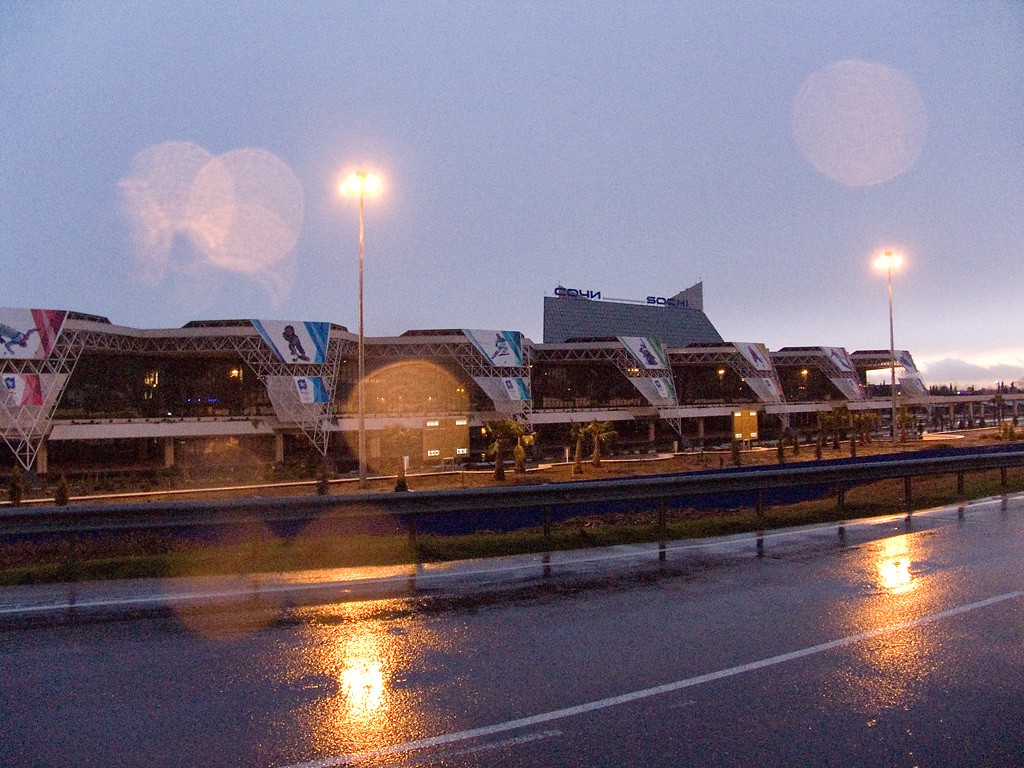
Aeroporto
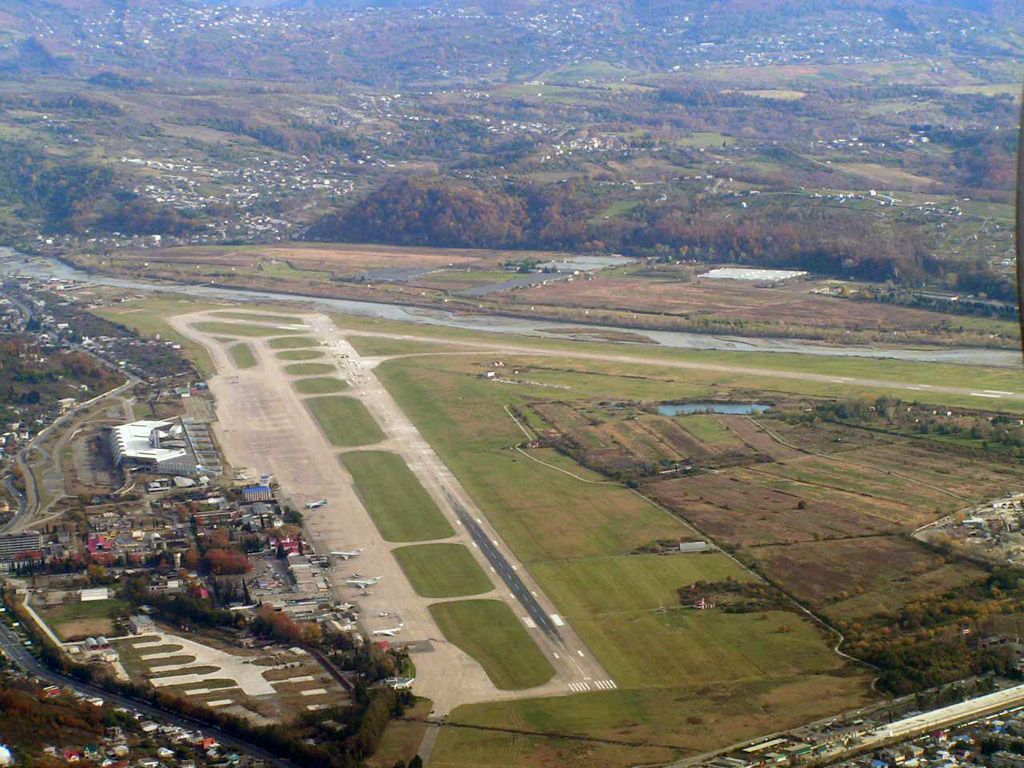
Panoramica dell'aeroporto e dell'area circostante